# Martin Helwig
Martin Helwig (tudi Heilwig), nemški kartograf, * 5. november 1516, Neisse (danes Nysa, Poljska), † 26. januar 1574, Breslau (danes Wrocław, Poljska).